# بلال أبو سمعان
بلال محمد عبدالحليم أبو سمعان (9 يونيو 1992 - 18 ديسمبر 2023) هو رياضي أولمبي فلسطيني، ولد وعاش في مدينة غزة، درس في ثانوية أبو ذر الغفاري وحصل على شهادة البكالوريوس في التربية الرياضية من جامعة الأقصى، وهو مدرب المنتخب الفلسطيني لألعاب القوى. عمل مع بداية عام 2021 مدرسًا للتربية الرياضية في المدرسة الأميركية الدولية في غزة.
شارك مرشحًا عن الأكاديمية الأولمبية الفلسطينية في أعمال الدورة الدولية الثانية والستين للأكاديمية الأولمبية الدولية لسفراء الألعاب الأولمبية الشباب، والتي افتتحت مساء يوم 12 يونيو 2022 في مدينة بنيكس الأثرية.
مثل فلسطين في دورة الألعاب العربية بالجزائر لعام 2023 والبطولة العربية العشرين لاختراق الضاحية في شرم الشيخ.
أُغتيل في 18 ديسمبر 2023 خلال قصف القوات الجوية الإسرائيلية منزله الكائن في خان يونس بقطاع غزة رداً على عملية طوفان الأقصى.